# Rhabdophis
Rhabdophis är ett släkte av ormar. Rhabdophis ingår i familjen snokar.
Arterna är medelstora ormar med en längd sällan längre än 1 meter. De förekommer i centrala och södra Asien samt österut till Japan. Individerna vistas nära vattenansamlingar och de har bra simförmåga. Födan utgörs av groddjur och fiskar. Honor lägger ägg. Flera arter är giftiga och bettet av Rhabdophis tigrinus kan leda till människans död.
Arter enligt Catalogue of Life:
- Rhabdophis adleri
- Rhabdophis angeli
- Rhabdophis auriculata
- Rhabdophis barbouri
- Rhabdophis callichroma
- Rhabdophis callistus
- Rhabdophis chrysargoides
- Rhabdophis chrysargos
- Rhabdophis conspicillatus
- Rhabdophis himalayanus
- Rhabdophis leonardi
- Rhabdophis lineatus
- Rhabdophis murudensis
- Rhabdophis nigrocinctus
- Rhabdophis nuchalis
- Rhabdophis spilogaster
- Rhabdophis subminiatus
- Rhabdophis swinhonis
- Rhabdophis tigrinus

The Reptile Database lister ytterligare 3 arter:
- Rhabdophis akraios
- Rhabdophis guangdongensis
- Rhabdophis pentasupralabialis